# Vietnámi antilop
A vietnámi antilop (Pseudoryx nghetinhensis) az emlősök (Mammalia) osztályának párosujjú patások (Artiodactyla) rendjébe, ezen belül a tülkösszarvúak (Bovidae) családjába és a tulokformák (Bovinae) alcsaládjába tartozó faj. Egyéb nevei: szaola vagy Vu-Quang antilop.
Az alnemzetségének és nemének az egyetlen ismert faja.

## Neve
Tudományos neve (Pseudoryx) jelentése „hamis orix”, vagyis a faj szarvai nagyon hasonlítanak az Oryx nembe sorolt afrikai lóantilopokéhoz, különösen a bejzáéhoz (Oryx beisa).

## Felfedezése
Egyike az utolsó patás állatoknak, amiket a nyugati tudomány megismert. Csak 1993-ban írták le hivatalosan. Felfedezése valóságos szenzáció volt, mert nem hitte senki, hogy a 20. század végén még lehetnek nagy testű, fel nem fedezett fajok bolygónkon.
1992 májusában egy különös állattól való szarvpárra bukkantak Vietnám északnyugati részén, a Vu-Quang Nemzeti Parkban. Ezután kiterjedt kutatásokat folytattak a faj kiléte után és az év végére további húsz pár szarvat leltek, többségüket a nemzeti park környékén élő parasztoknál. Mint kiderült, a környékbeliek jól ismerik az állatot: sao la-nak nevezik és rendszeresen vadásznak rá. Elmondásuk alapján rejtőzködő életmódú faj, szinte sose kerül közel a művelt területekhez és mindig kis csapatokban él. A kiterjedt kutatások ellenére csak 1996-ban sikerült egy élő állatot fogságba ejteni, ráadásul nem is Vietnámban, hanem a szomszédos Laoszban. Azóta többször sikerült egyedeket élve fogságba ejteni és több állatról készültek fényképek a vadonban is.

## Rendszertani besorolása
A vietnámi antilop pontos besorolása a tülkösszarvúakon belül sokáig kétséges volt. Eleinte a kecskeformák közé sorolták, azon belül a szérók rokonsági körébe rakták, mivel van egy jellemző mirigye a szeme alatt, mint a széróknak is.
1999-ben végeztek összehasonlító DNS-elemzést a fajnál, ami tisztázta rokonsági helyzetét. A vietnámi antilop eszerint valójában a tulkok rokona, annak ellenére, hogy első pillantásra kevés közös tulajdonsága van velük.

## Előfordulása
Laosz és Vietnám területén honos. Többnyire az esőáztatta, nehezen megközelíthető hegyi jellegű esőerdőket lakja 300 és 1800 méter között. Elterjedési területe nagyjából 8000 km²-nyi lehet.

## Megjelenése
Fej-testhossza 150 centiméter, marmagassága 84 centiméter, testtömege 100 kilogramm. Szőrzete sötétbarna. Pofáján jellegzetes fehér rajzolat van, amelyik mindegyik egyednél eltérő nagyságú. Testfelépítése hasonlít az afrikai bóbitás antilopokra, feltehetően a hasonló életmód miatt. Feje némileg emlékeztet a nagy kuduéra, csak szarvai mások. Ezek nagyjából 50 centiméter hosszúak, vékonyak és egyenesek. A bika szarvai nagyobbak, mint a tehénéi.

## Életmódja
Életmódjáról rejtőzködő természete miatt szinte semmit nem lehet tudni. A helybeliek elmondása szerint magányosan vagy párosával él. Táplálkozási szokásai nem ismertek. Mivel kevés fűnemű növény van ott ahol él, feltehetőleg javarészt levelekkel táplálkozik. Szaporodási szokásait is nagyrészt homály fedi. 1996-ban találtak egy elhullott fiatal állatot, ebből lehet kikövetkeztetni, hogy a borjai május és június hónapban jönnek a világra.

## Természetvédelmi helyzete
Egyike a legritkább és leginkább veszélyeztetett fajoknak a tülkösszarvúak között. Mindeddig összesen 13 egyedet tartottak fogságban, azokat is szinte mind Vietnámban. A befogás és szállítás miatti stressz miatt egyik állat sem él fogságban néhány hétnél többet. Mindeddig egyetlen állatot sem tudtak élve európai vagy amerikai állatkertekbe szállítani, így a fogságban való tenyésztés lehetősége mindeddig nem áll fenn ennél a fajnál. Megőrzésére így az egyetlen lehetőség az élőhelyeinek védelme.
A vietnámi kormány védetté nyilvánította a fajt, vadászatát betiltotta. A Természetvédelmi Világszövetség (IUCN) a vietnámi antilopot a súlyosan veszélyeztetett fajok kategóriájába sorolta. Állománynagyságairól csak becslések vannak, de biztosan nem élhet néhány száz állatnál több.